# Chemcedine El Araichi
Chemcedine El Araichi (Boussu, 1981. május 18. –) marokkói válogatott labdarúgó.

## Mérkőzései a marokkói válogatottban
| #  | Dátum             | Ellenfél   | Eredmény | Kiírás              | Esemény    |
| -- | ----------------- | ---------- | -------- | ------------------- | ---------- |
| 1. | 2009. február 11. | Csehország | 0 – 0    | barátságos mérkőzés | 46'        |
| 2. | 2009. március 28. | Gabon      | 1 – 2    | Vb-selejtező        |            |
| 3. | 2009. március 31. | Angola     | 2 – 0    | barátságos mérkőzés | lecserélve |